# Rafael Trujillo Villar
Rafael Joaquín Trujillo Villar (ur. 14 grudnia 1975 w La Línea de la Concepción) – hiszpański żeglarz sportowy, srebrny medalista olimpijski z Aten.
Zawody w 2004 były jego drugimi igrzyskami olimpijskimi, debiutował w 2000. W Atenach zajął 2. miejsce w klasie Finn (wyprzedził go Ben Ainslie). Brał udział także w igrzyskach w 2008 i 2012. W Finnie był mistrzem świata w 2007 oraz wicemistrzem w 2003 i 2010.